# ГЕС Бонневіль
ГЕС Бонневіль— гідроелектростанція у штаті Вашингтон (Сполучені Штати Америки). Знаходячись після ГЕС The Dalles, становить нижній ступінь каскаду на річці Колумбія, котра починається у Канаді та має устя на узбережжі Тихого океану на межі штатів Вашингтон та Орегон.
В межах проекту річку перекрили бетонною греблею висотою 60 метрів та довжиною 1056 метрів, яка складається з трьох частин (машинний зал Бонневіль 2, водоскиди, машинний зал Бонневіль 1), розділених островами Cascades Island та Бредфорд-Айленд. Разом вони утримують витягнуте по долині Колумбії на 72,4 км водосховище з об'ємом 662 млн м3 та припустимим коливання рівня між позначками 21,8 та 23,5 метра НРМ. Біля лівого берегу розташовані два судноплавні шлюзи – новий з розмірами камери 206х26 метрів та старий з камерою 152х23 метри. 
У 1938-1944 роках станцію обладнали десятьма турбінами типу Каплан, дві з яких мають потужність по 43 МВт, а вісім – по 54 МВт. А на початку 1980-х ввели в експлуатацію другий машинний зал з вісьмома турбінами того ж типу потужністю по 66,5 МВт. Гідроагрегати першої черги використовують напір від 8 до 21 метра (номінальний напір 18 метрів), тоді як аналогічний показник другої черги становить від 10 до 21 метра (номінальний – 16 метрів). Також існують три допоміжні турбіни загальною потужністю 30 МВт. Станція забезпечує виробництво 4,5 млрд кВт-год електроенергії на рік.